# Мерта (Айдахо)
Мерта (англ. Murtaugh) — місто в окрузі Твін-Фоллс, штат Айдахо, США. Згідно з переписом 2010 року населення становило 115 осіб, що на 24 особи більше, ніж 2000 року.

## Географія
Мерта розташована за координатами 42°29′31″ пн. ш. 114°9′41″ зх. д. / 42.49194° пн. ш. 114.16139° зх. д. (42.491836, -114.161526).  За даними Бюро перепису населення США в 2010 році місто мало площу 0,30 км², уся площа — суходіл.

## Демографія

### Перепис 2010 року
За даними перепису 2010 року, у місті проживало 115 осіб у 43 домогосподарствах у складі 30 родин. Густота населення становила 370,0 ос./км². Було 49 помешкань, середня густота яких становила 157,6/км². Расовий склад міста: 84,3% білих, 14,8% інших рас, а також 0,9% людей, які зараховують себе до двох або більше рас. Іспанці та латиноамериканці незалежно від раси становили 20,0% населення.
Із 43 домогосподарств 32,6% мали дітей віком до 18 років, які жили з батьками; 51,2% були подружжями, які жили разом; 11,6% мали господиню без чоловіка; 7,0% мали господаря без дружини і 30,2% не були родинами. 27,9% домогосподарств складалися з однієї особи, у тому числі 13,9% віком 65 і більше років. У середньому на домогосподарство припадало 2,67 мешканця, а середній розмір родини становив 3,20 особи.
Середній вік жителів міста становив 40,8 року. Із них 24,3% були віком до 18 років; 7,8% — від 18 до 24; 22,6% від 25 до 44; 30,4% від 45 до 64 і 14,8% — 65 років або старші. Статевий склад населення: 53,9% — чоловіки і 46,1% — жінки.
Середній дохід на одне домашнє господарство  становив 49 800 доларів США (медіана — 41 250), а середній дохід на одну сім'ю — 61 850 доларів (медіана — 55 000). За межею бідності перебувало 28,3 % осіб, у тому числі 52,0 % дітей у віці до 18 років та 20,0 % осіб у віці 65 років та старших.
Цивільне працевлаштоване населення становило 41 осіб. Основні галузі зайнятості: освіта, охорона здоров'я та соціальна допомога — 31,7 %, сільське господарство, лісництво, риболовля — 17,1 %, роздрібна торгівля — 14,6 %, виробництво — 14,6 %.

### Перепис 2000 року
За даними перепису 2000 року, у місті проживало 139 осіб у 49 домогосподарствах у складі 36 родин. Густота населення становила 357,8 ос./км². Було 51 помешкання, середня густота яких становила 131,3/км². Расовий склад міста: 91,37% білих, 0,72% індіанців, 5,76% інших рас і 2,16% людей, які зараховують себе до двох або більше рас. Іспанці та латиноамериканці незалежно від раси становили 6,47% населення.
Із 49 домогосподарств 36,7% мали дітей віком до 18 років, які жили з батьками; 67,3% були подружжями, які жили разом; 6,1% мали господиню без чоловіка, і 26,5% не були родинами. 24,5% домогосподарств складалися з однієї особи, у тому числі 12,2% віком 65 і більше років. У середньому на домогосподарство припадало 2,84 мешканця, а середній розмір родини становив 3,39 особи.
Віковий склад населення: 32,4% віком до 18 років, 4,3% від 18 до 24, 28,1% від 25 до 44, 17,3% від 45 до 64 і 18,0% від 65 років і старші. Середній вік жителів — 38 року. Статевий склад населення: 54,0 % — чоловіки і 46,0 % — жінки.
Середній дохід домогосподарств у місті становив $23 929, родин — $25 313. Середній дохід чоловіків становив $21 875 проти $16 250 у жінок. Дохід на душу населення в місті був $9 934. 12,8% родин і 15,8% населення перебували за межею бідності, включаючи 25,6% віком до 18 років і жодного від 65 і старших.